# Sebastián Francisco de Miranda
Pour les articles homonymes, voir Francisco de Miranda (homonymie).
Sebastián Francisco de Miranda est l'une des quinze municipalités de l'État de Guárico au Venezuela. Son chef-lieu est Calabozo. En 2011, la population s'élève à 141 987 habitants.

## Géographie

### Subdivisions
La municipalité est divisée en quatre paroisses civiles avec, chacune à sa tête, une capitale (entre parenthèses) : 
- Calabozo (Calabozo) ;
- El Calvario (El Calvario) ;
- El Rastro (El Rastro) ;
- Guardatinajas (Guardatinajas).